# Burundi i olympiska sommarspelen 1996
Burundi deltog i de olympiska sommarspelen 1996 med en trupp bestående av sju deltagare, varav en tog medalj.

## Friidrott
Herrar
| Idrottare            | Gren                   | Heat omgång 1 | Heat omgång 1 | Heat omgång 2 | Heat omgång 2 | Semifinal        | Semifinal        | Final            | Final            |
| Idrottare            | Gren                   | Tid           | Placering     | Tid           | Placering     | Tid              | Placering        | Tid              | Placering        |
| -------------------- | ---------------------- | ------------- | ------------- | ------------- | ------------- | ---------------- | ---------------- | ---------------- | ---------------- |
| Arthémon Hatungimana | Herrarnas 800 meter    | 1:47.10       | 21 Q          | N/A           | N/A           | 1:44.92          | 9                | Gick inte vidare | Gick inte vidare |
| Charles Nkazamyampi  | Herrarnas 800 meter    | 1:47.95       | 35            | N/A           | N/A           | Gick inte vidare | Gick inte vidare | Gick inte vidare | Gick inte vidare |
| Dieudonné Kwizéra    | Herrarnas 1 500 meter  | 3:41.45       | 33            | N/A           | N/A           | Gick inte vidare | Gick inte vidare | Gick inte vidare | Gick inte vidare |
| Vénuste Niyongabo    | Herrarnas 5 000 meter  | 13:54.53      | 13 Q          | N/A           | N/A           | 14:03.48         | 11 Q             | 13:07.96         |                  |
| Aloÿs Nizigama       | Herrarnas 10 000 meter | 27:53.21      | 3 Q           | N/A           | N/A           | N/A              | N/A              | 27:33.79         | 4                |
| Tharcisse Gashaka    | Herrarnas maraton      | N/A           | N/A           | N/A           | N/A           | N/A              | N/A              | 2:32:55          | 90               |

Damer
| Idrottare        | Gren                  | Heat omgång 1 | Heat omgång 1 | Heat omgång 2 | Heat omgång 2 | Semifinal | Semifinal | Final            | Final            |
| Idrottare        | Gren                  | Tid           | Placering     | Tid           | Placering     | Tid       | Placering | Tid              | Placering        |
| ---------------- | --------------------- | ------------- | ------------- | ------------- | ------------- | --------- | --------- | ---------------- | ---------------- |
| Justine Nahimana | Damernas 10 000 meter | 35:58.51      | 33            | N/A           | N/A           | N/A       | N/A       | Gick inte vidare | Gick inte vidare |